# اچ‌ام‌اس بردفیلد (۱۹۱۹)
اچ‌ام‌اس بردفیلد (۱۹۱۹) (به انگلیسی: HMS Bradfield (1919)) یک کشتی بود که طول آن ۲۳۱ فوت (۷۰ متر) بود. این کشتی در سال ۱۹۱۹ ساخته شد.